# Maurice Huet
Maurice Huet   (18è districte de París, 1 de desembre de 1918 - Tours, 8 de juny de 1991) va ser un tirador d'esgrima francès, especialista en espasa, que va competir durant les dècades de 1940 i 1950.
El 1948 va prendre part en els Jocs Olímpics d'Estiu de Londres, on guanyà la medalla d'or en la prova d'espasa per equips del programa d'esgrima.
En el seu palmarès també destaquen cinc medalles al Campionat del món d'esgrima, tres de plata i dues de bronze, entres les edicions de 1950 i 1958.